# Endless Flight
Endless Flight è un album del cantante britannico Leo Sayer, pubblicato dalle etichette discografiche Chrysalis e Warner Bros. nel 1976.
Dal disco, prodotto da Richard Perry, vengono tratti i singoli You Make Me Feel Like Dancing, When I Need You e How Much Love.

## Tracce

### Lato A
1. Hold On to My Love
2. You Make Me Feel Like Dancing
3. Reflections
4. When I Need You
5. No Business Like Love Business

### Lato B
1. I Hear the Laughter
2. Magdalena
3. How Much Love
4. I Think We Fell in Love Too Fast
5. Endless Flight